# Monticello (Maine)
Monticello város az USA Maine államában, Aroostook megyében. 

## Népesség
A település népességének változása: